# Råcksta
Råcksta is een metrostation in het stadsdeel Hässelby-Vällingby van de Zweedse hoofdstad Stockholm op 14,8 kilometer van Slussen aan de groene route.

## Station
Het station is het tweede station van de Vällingbygroep, een aantal wijken die na de Tweede Wereldoorlog ten westen van Islandstorget in samenhang met de metro zijn ontworpen en gebouwd. Het station werd, als onderdeel van de westlijn tussen Kungsgatan en Vällingby op 26 oktober 1952 geopend. Sommige treinen hebben hier hun eindpunt, aan de noordkant ligt een overloopwissel en de toerit naar het depot van de westlijn. Het toegangsgebouw ligt, ook aan de noordkant, onder de sporen aan de Jämtlandsgatan waar ook de bushaltes zijn. Aan de zuidkant is een brug over de Bergslagsvägen en ten zuiden daarvan het Råckstaviaduct naar Blackeberg.

## Galerij

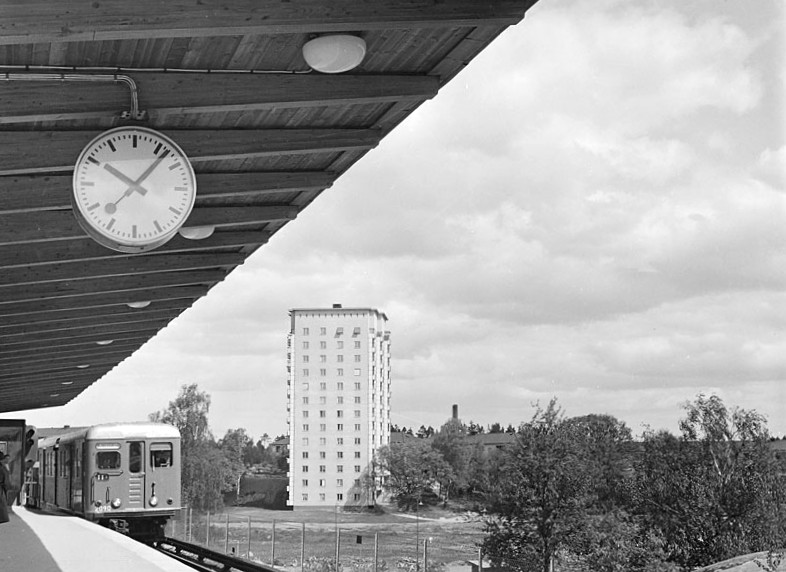
Het station in 1955
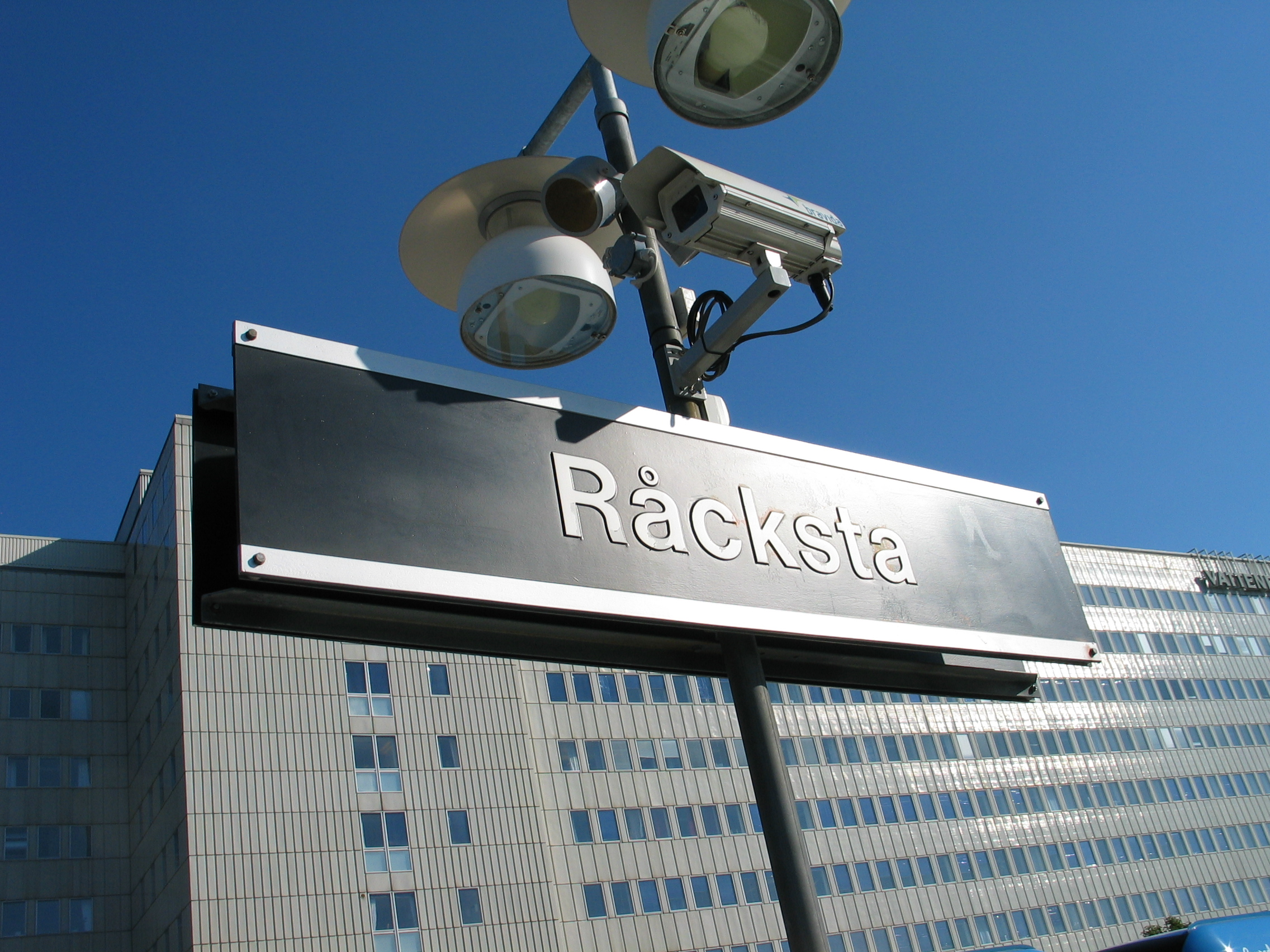
Stationsnaambord
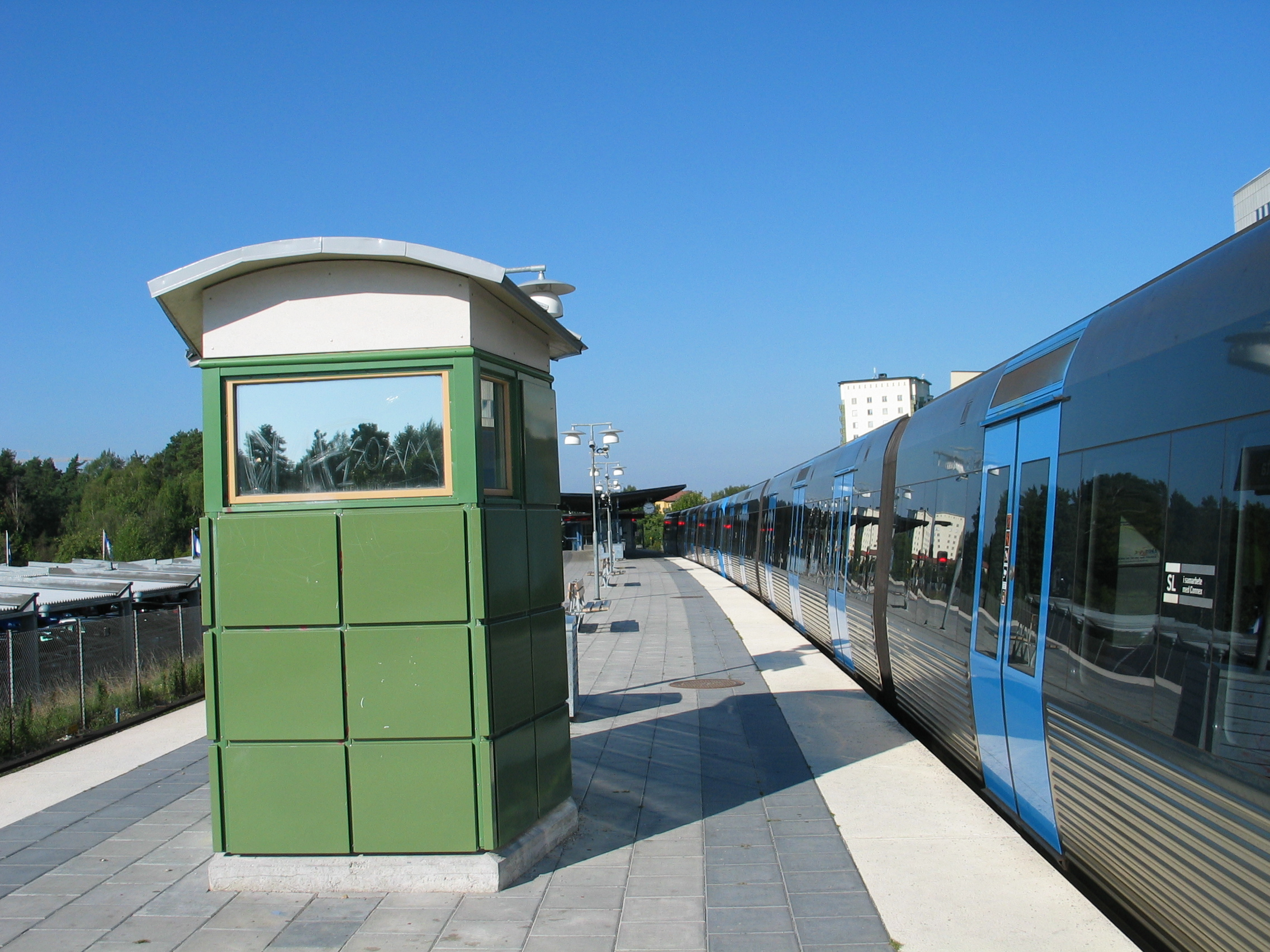
Perron gezien uit het zuiden
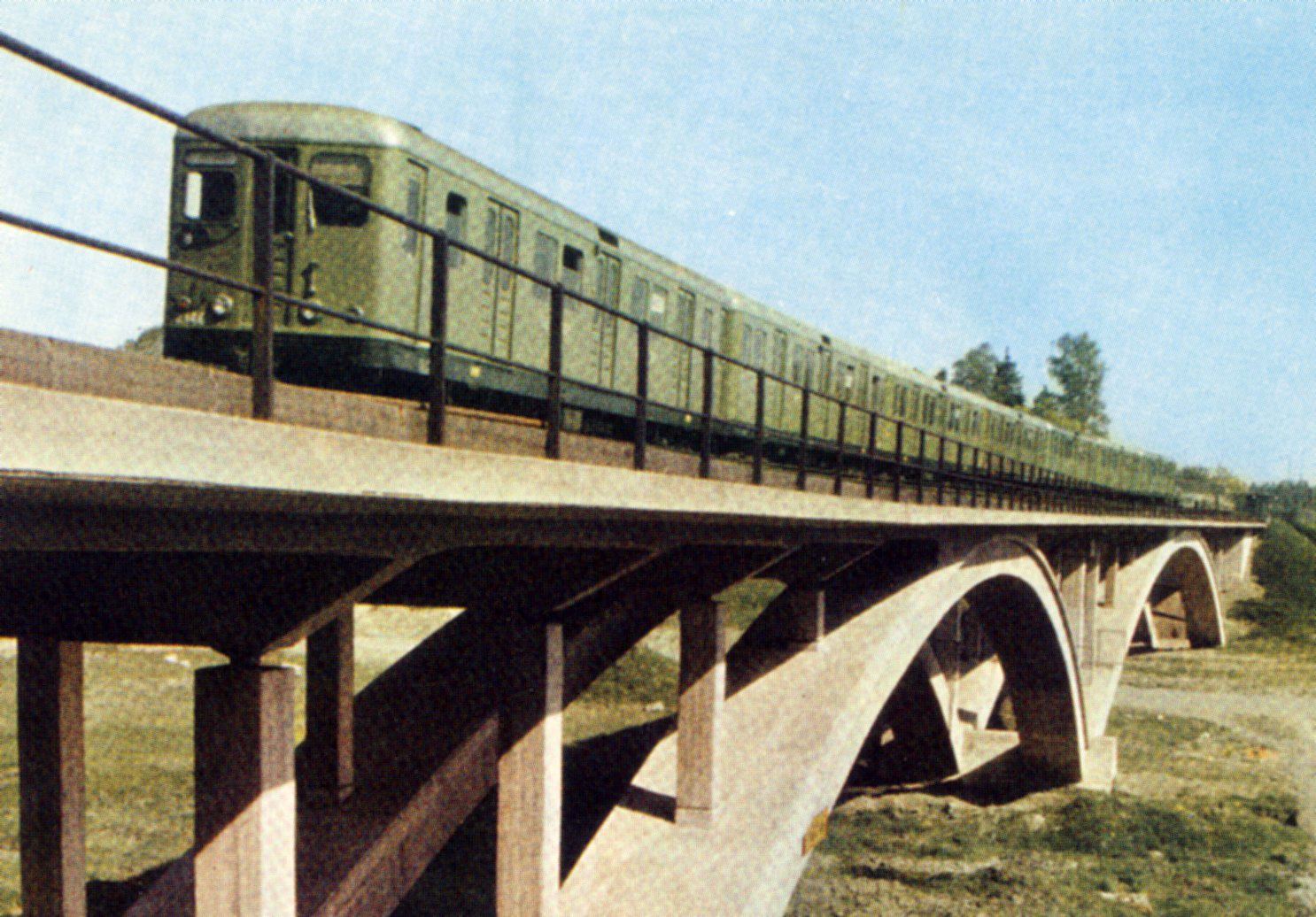
Het Råckstaviaduct tussen Råcksta en Blackeberg rond 1960

Hässelby strand · 
Hässelby gård ·
Johannelund ·
Vällingby ·
Råcksta ·
Blackeberg ·
Islandstorget ·
Ängbyplan ·
Åkeshov· 
Brommaplan·
Abrahamsberg· 
Stora Mossen· 
Alvik · 
Kristineberg · 
Thorildsplan  · 
Fridhemsplan · 
S:t Eriksplan · 
Odenplan  · 
Rådmansgatan  · 
Hötorget · 
T-Centralen ·  
Gamla Stan · 
Slussen · 
Medborgarplatsen ·  
Skanstull · 
Gullmarsplan ·  
Globen ·
Enskede gård ·
Sockenplan ·
Svedmyra ·
Stureby ·
Bandhagen ·
Högdalen ·
Rågsved ·
Hagsätra